# Grahovčev iskrivček
Grahovčev iskrivček (znanstveno ime Glaucopsyche alexis), je palearktična vrsta metuljev iz družine modrinov (Lycaenidae).

## Opis
Odrasli metulji imajo razpon kril med 30 in 33 mm.

## Podvrste
- G. a. alexis južna in srednja Evropa ter Sibirija
- G. a. blachieri (Milliére, 1887) Karpati
- G. a. lugens (Caradja, 1893) Kavkaz
- G. a. melanoposmater Verity, 1928 Alžirija in Tunizija